# Parafia św. Brata Alberta w Mirkowie
Parafia pw. św. Brata Alberta w Mirkowie, znajduje się w dekanacie Wrocław północ III (Psie Pole) w archidiecezji wrocławskiej. Jej proboszczem jest ks. mgr kan. gremialny Kapituły Kolegiackiej św. Krzyża Wacław Kuriata. Obsługiwana przez księży archidiecezjalnych. Erygowana w 1990 roku. 

## Parafialne księgi metrykalne
| Księgi metrykalne | Okres ewidencji |
| ----------------- | --------------- |
| chrztów           | 1990 -          |
| ślubów            | 1990 -          |
| zgonów            | 1990 -          |